# Pentatoma japonica
Espèce
Pentatoma japonica est une espèce d'insectes hétéroptères, une punaise de la famille des Pentatomidae.

## Nom vernaculaire
- Tsunoaokamemushi, au Japon